# Ode to O
Ode to O ist ein Jazzalbum des OGJB Quartet, bestehend aus Oliver Lake, Graham Haynes, Joe Fonda und Barry Altschul. Die 2021 entstandenen Aufnahmen erschienen am 21. Januar 2022 auf TUM Records.

## Hintergrund
Das OGJB Quartett besteht aus dem Saxophonisten Oliver Lake, dem Kornettisten Graham Haynes, dem Bassisten Joe Fonda und dem Schlagzeuger Barry Altschul. Ode to O ist das zweite Album des Quartetts, nach Bamako (2019). Der Name der Band ist ein Akronym, das aus dem Vornamen jedes Mitglieds abgeleitet wurde. Das Album ist nach einer Komposition Altschuls benannt, dem Eröffnungsstück „Ode to O“, einer Melodie, die ihm in einem Traum einfiel, nachdem er 2015 von Ornette Colemans Tod gehört hatte. Während ihr Debütalbum komplett akustisch war, integriert Haynes bei einer seiner beiden Kompositionen „The Other Side“ und in der kollektiven Improvisation „OGJB #4“ Elektronik.
Joe Fondas „Me without Bela“ ist musikalisch eine Kombination aus Musik von Bela Bartoks Streichquartetten und Fondas eigener Musik. Altschuls Komposition „Da Bang“ wurde erstmals 2008 vom FAB Trio (aus Barry Altschul, Billy Bang, Joe Fonda) vorgestellt und ist auch auf Billy Bangs letzter Aufnahme Da Bang! (TUM, 2011) erschienen. Haynes’ Komposition „The Other Side“ ist nach dem Orson-Welles-Film „The Other Side of the Wind“ benannt, der 2017/18 fertiggestellt und posthum veröffentlicht wurde. Altschuls „Caring“ ist eine gekürzte Version eines Stücks, das erstmals 1977 auf dem Album You Can’t Name Your Own Tune des Schlagzeugers als Teil eines längeren Stücks „For Those Who Care“ erschienen war. „OGJB #3“ und „OGJB #4“ sind kollektive Improvisationen.

## Titelliste

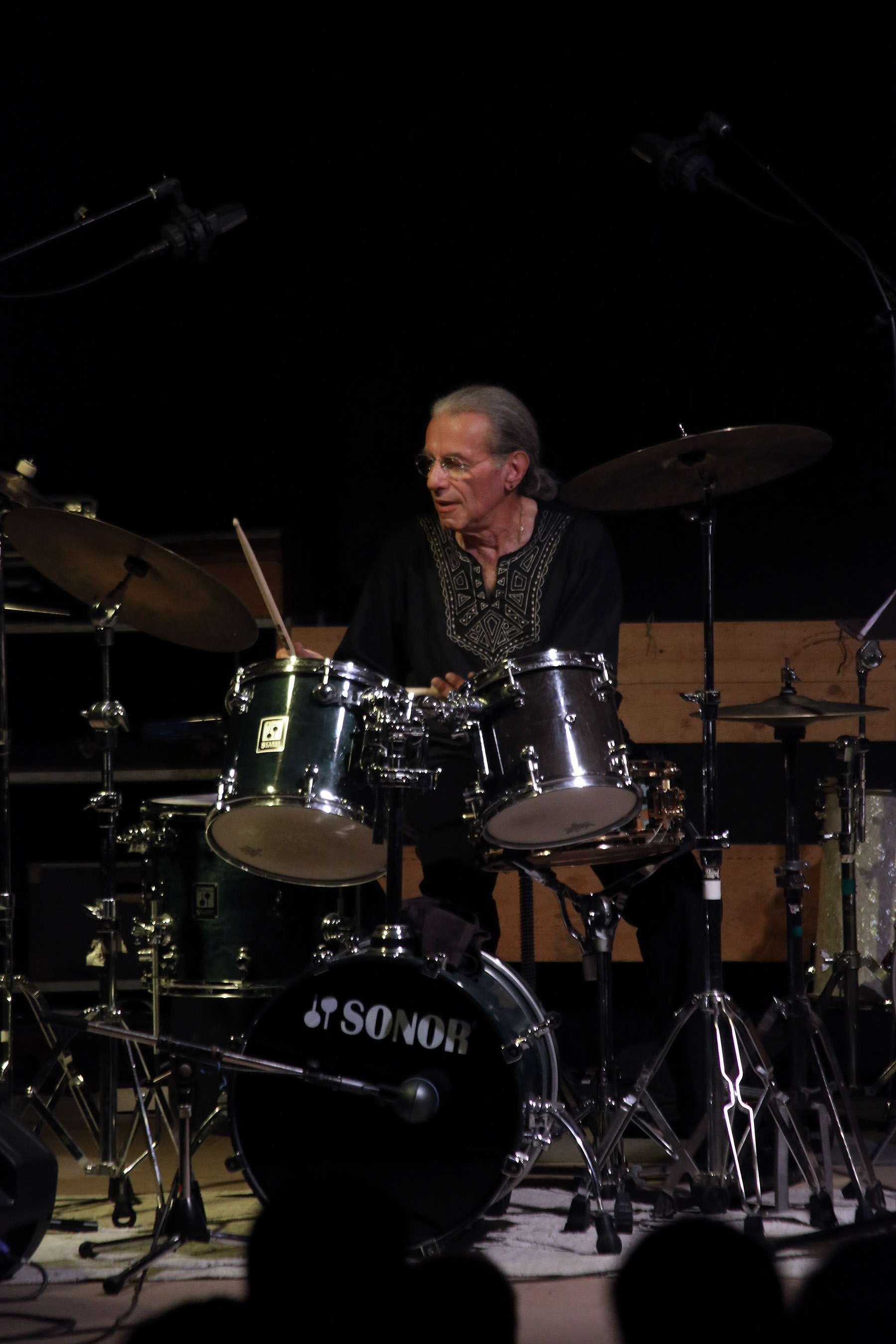
Barry Altschul mit dem Jon Irabagon Trio beim Kaleidophon Jazzatelier Ulrichsberg 2013

- OGJB Qurtet: Ode to O (TUM Records – TUM CD 058)[1]

1. Ode to O (Altschul)
2. Justice (Lake)
3. Me without Bela (Fonda)
4. Da Bang (Altschul)
5. The Other Side (Haynes)
6. Caring (Altschul)
7. QGJB #3
8. Bass Bottom (Lake)
9. OGJB #4
10. Apaixonado (Haynes)

Wenn nicht anders vermerkt, stammen die Kompositionen von Oliver Lake, Graham Haynes, Joe Fonda und Barry Altschul.

## Rezeption
Matt Micucci wählte das Album in Jazziz zu den besten Neuerscheinungen des Monats und schrieb, das OGJB-Quartett schöpfe aus einer Vielzahl von Einflüssen auf Ode to O. Die kollektive Erfahrung dieser vier Künstler bilde eine unbestreitbare Verbindung, hieß es im Glide Magazine. Nach dem Titeltrack, der zu den melodischeren gehöre, in dem Lake und Haynes aggressive, fesselnde Linien über gleichmäßige Rhythmen weben, nehme sich die Gruppe dann des von Oliver Lake komponierten „Justice“ an und mache leidenschaftliche Plädoyers im Geiste von Max Roachs bahnbrechendem „We Insist“ aus dem Jahr 1960. Es wirke, als würde jedes Mitglied mit sprudelnden Rhythmen aufdrehen. Das OGJB Quartet würde auf ihrem Album in verblüffendes, immer unvorhersehbares Gebiet vordringen, und sowohl eine breite Bandbreite an Sounds als auch Emotionen bieten. Auch wenn nur ein Stück direkt Ornette Coleman gewidmet ist, herrsche der Geist von Colemans freier Spielhaltung durchweg vor, als ob er eine zeitgenössischere, aber weniger direkte Version des gefeierten Quartetts Old and New Dreams aus den späten 1970er und 80er Jahren formen würde, die viel unmittelbarer Colemans Musik kanalisiert hätten.
Peter Margasak schrieb in The Quietus, Lake, Haynes, Fonda und Altschul würden über jede Menge Erfahrung und Weisheit aus unterschiedlichen Kontexten verfügen, aber sie hätten zusammen einen erfrischenden Freebop-Stil gefunden. Jeder Musiker steuere Melodien zum Projekt bei: melodische, prägnante und weit offene Vehikel für die Improvisation, die letztendlich die Daseinsberechtigung der Combo bilde. Dennoch gebe es eine beständige Gelassenheit gegenüber dem Verfahren, die die Darbietungen mit Anmut erfülle, unabhängig davon, wie feurig die Dinge werden könnten. Der Titel ist zwar eine Hommage an Ornette Coleman, dessen klassisches Quartett die gleiche Instrumentierung hatte, aber ein Großteil der Musik erinnere an Dave Holland (Bassist)Dave Hollands Klassiker „Conference of the Birds“ von 1973, in dem der Schlagzeuger hinter einer Doppelsaxophon-Frontlinie zu erleben war. Die Themen seien elegant und einprägsam, elastisch genug, um feuriges Spiel der Bläser und rhythmisches Sezieren zu unterstützen.